# 天母西路
天母西路（通用漢語：TianMu W. Rd.，威妥瑪拼音：T'ienmu W. Rd.），為臺灣臺北市天母地區重要的東西向幹道，以磺溪橋橫跨士林、北投兩區。過去美軍駐台時期與今天母北路連接為L型走向之天母三路，現天母北路口以西路段為1970年代新闢之石牌三十六號路，於1991年以前整併為今名，全長888公尺，路寬28公尺。
道路兩側多為內政部所劃定之第三種商業區，為過去天母商圈的核心區域，此外也有第三種住宅區、市場用地、廣場用地、公園用地和綠地用地。

## 沿途地標及設施
（由東至西）
- 天母廣場（天母創意市集）
- 全聯福利中心天母店（原松青超市天母店）
- Jasons Market Place天母店（原頂好超市天母店）
- 金石堂書店天母店 (已於2022年11月20日停業)
- 麥當勞天母店（已於2019年6月21日關店，為全台灣第一間擁有得來速的麥當勞速食店[5]）
- 中國信託北天母分行
- 元大商業銀行天母分行
- 星巴克新天母門市（已於2018年5月29日關店，為全台灣第一間星巴克咖啡店[6]）
- 路易．莎咖啡天母直營店
- 江家牛肉麵＆永和豆漿（41巷）
- 匯豐銀行天母分行
- 西雅圖極品咖啡天母西店
- 國泰世華銀行天母分行
- 紅蘋果生活百貨
- 蘇荷兒童美術館（50巷）
- 財團法人國際合作發展基金會（62巷）
- 使館特區（62巷）
- 天壽公園（62巷）
- 天美綠地（95巷）
- 磺溪橋
- 同行橋
- 振興公園（101巷）
- 莎諾歐法西餐 (105號)
- 弘英別墅（117巷）
- 正德宮（120巷）
- 路易．莎咖啡天母榮總店（130巷）
- 臺北榮民總醫院（道路終點）

（註:未標註巷弄則位於道路上）

## 里界
天母西路為聯絡天母以及石牌的東西向主要道路，常被當作地理區劃的分界線。
| 北投區 | 北投區   | 區界   | 士林區   | 士林區 |
| ------ | -------- | ------ | -------- | ------ |
| 北     | 永欣里   | 磺溪   | 天玉里   | 北     |
| 西     | 天母西路 | 磺溪橋 | 天母西路 | 東     |
| 南     | 榮華里   | 磺溪   | 天壽里   | 南     |

### 段籍
天母西路為地方段籍之分劃線。由中山北路至磺溪北分天母段二小段（天母廣場）和三小段，以南分天母段一小段；由磺溪至石牌路則北分崇仰段三小段，以南分振興段一、二小段(130巷為界)。

## 活動
- 「天母搞什麼鬼」 天母西路為「我給糖、別搗蛋」之特約店家。每一屆皆有活動即特約商家參與[7]。
- 因此路段為連接中山北路和臺北榮民總醫院之主要幹道，且使館特區也位於此路段62巷，故時常有員警進行交通管制，可見外交官轎車行使外交豁免權，隨行護衛護行。
- 天母創意市集於每周五、六、日會有創意市集擺攤[8]。

## 交通

### 公車
| 編號               | 路線起迄                         | 本路段公車站牌                                 | 經營業者          |
| ------------------ | -------------------------------- | ---------------------------------------------- | ----------------- |
| 224                | 天母－捷運石牌站（經天母北路）   | 齊福華廈                                       | 光華巴士          |
| 267                | 天母－捷運大湖公園站             | 齊賢華廈、齊福華廈                             | 光華巴士          |
| 268                | 天母－大直                       | 齊賢華廈、齊福華廈                             | 光華巴士          |
| 602                | 天母－北投                       | 齊福華廈                                       | 中興巴士 大南汽車 |
| 606                | 榮總－萬芳社區                   | 振興公園（往萬芳社區）、齊賢華廈、齊福華廈     | 大都會客運        |
| 612                | 大同之家－松德站                 | 齊福華廈                                       | 東南客運          |
| 612區              | 松德站－榮總                     | 齊賢華廈、齊福華廈                             | 東南客運          |
| 645                | 捷運石牌站－舊庄                 | 振興公園（往舊庄）、齊賢華廈、齊福華廈         | 三重客運          |
| 645副              | 捷運石牌站－中華科技大學         | 振興公園（往中華科技大學）、齊賢華廈、齊福華廈 | 三重客運          |
| 902                | 捷運石牌站－麟光新村             | 振興公園（往麟光新村）、齊賢華廈、齊福華廈     | 指南客運          |
| 敦化幹線（原285）  | 榮總－麟光新村                   | 振興公園（往麟光新村）、齊賢華廈、齊福華廈     | 大都會客運        |
| 重慶幹線（原601）  | 天母－東園                       | 齊福華廈                                       | 大都會客運        |
| 紅12               | 捷運石牌站－天文科學館           | 振興公園（往天文科學館）、齊賢華廈、齊福華廈   | 中興巴士          |
| 紅19               | 捷運石牌站－天母（直行天母西路） | 振興公園（往天母）、齊賢華廈、齊福華廈         | 光華巴士          |
| 小36               | 捷運石牌站－六窟                 | 齊賢華廈（往石牌）                             | 大南汽車          |
| 內科通勤專車13     | 天母－內湖科技園區               | 齊賢華廈                                       | 大都會客運        |
| 內科通勤專車15     | 天母－內湖科技園區               | 齊賢華廈                                       | 大都會客運        |
| 南港通勤專車天母線 | 天母－南港軟體園區               | 齊賢華廈                                       | 大都會客運        |

| 編號 | 路線起迄       | 本路段公車站牌     | 經營業者 |
| ---- | -------------- | ------------------ | -------- |
| 290  | 榮總－大鵬新城 | 齊賢華廈           | 欣欣客運 |
| 646  | 東湖－榮總     | 齊賢華廈、齊福華廈 | 欣欣客運 |

- 天西調度站雖又稱為天母西站，但是位置並非在天母西路，只是為了區別光華巴士兩所位於天母地區的調度站(天東調度站)。

### 公共自行車租借站
- Ubike中山天母路口站（天母西路3-55號前人行道）[9]

## 文化

### 垃圾車運點
台北市政府環境保護局在此路段於46號（16:30-16:40）、20號（16:41-16:51）、10號（16:52-17:00）、15號前（19:24-19:29）、87號前（19:30-19:35）、20號（21:15-21:20）有清潔隊於此收垃圾
。

## 圖片集

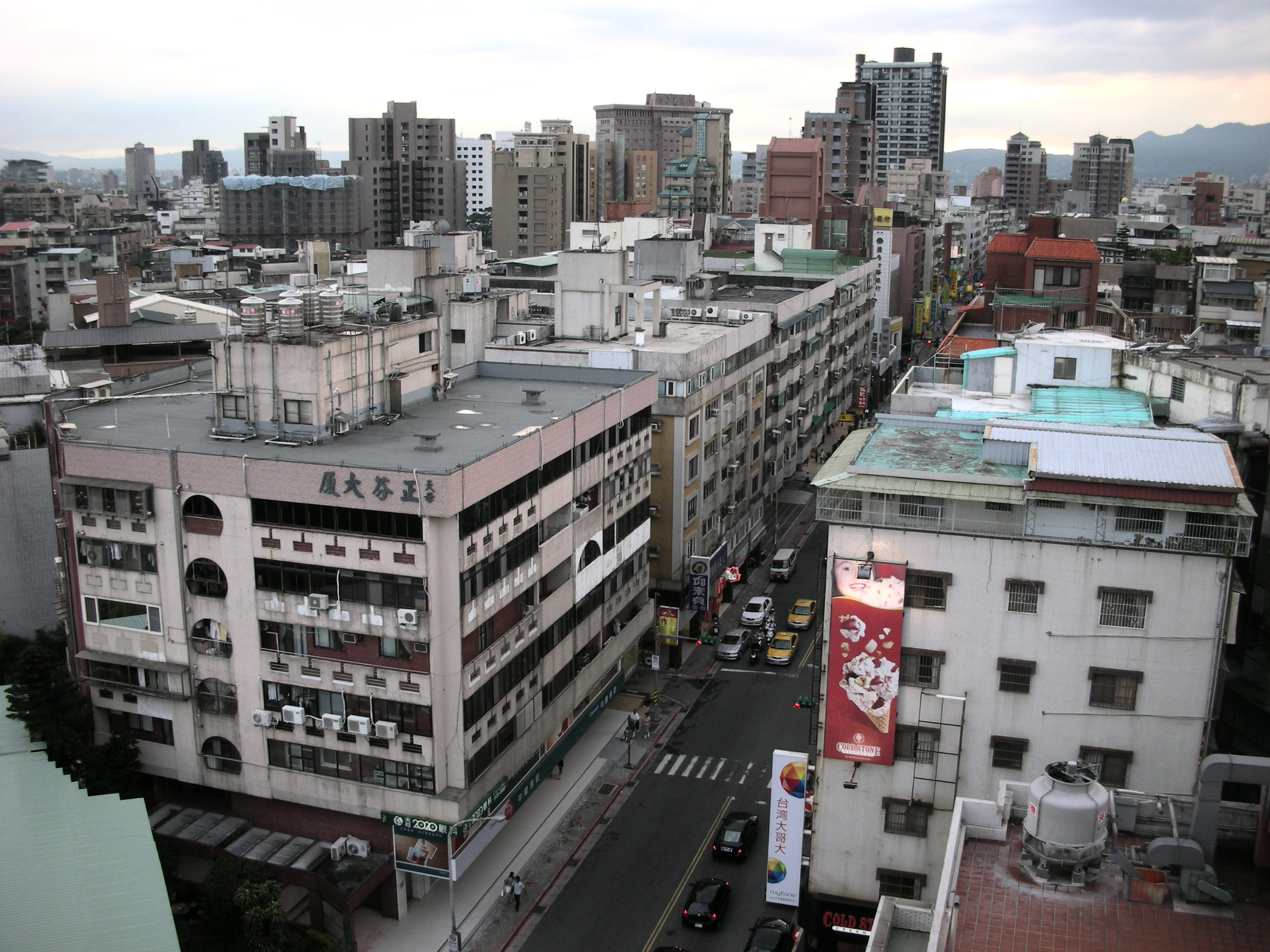
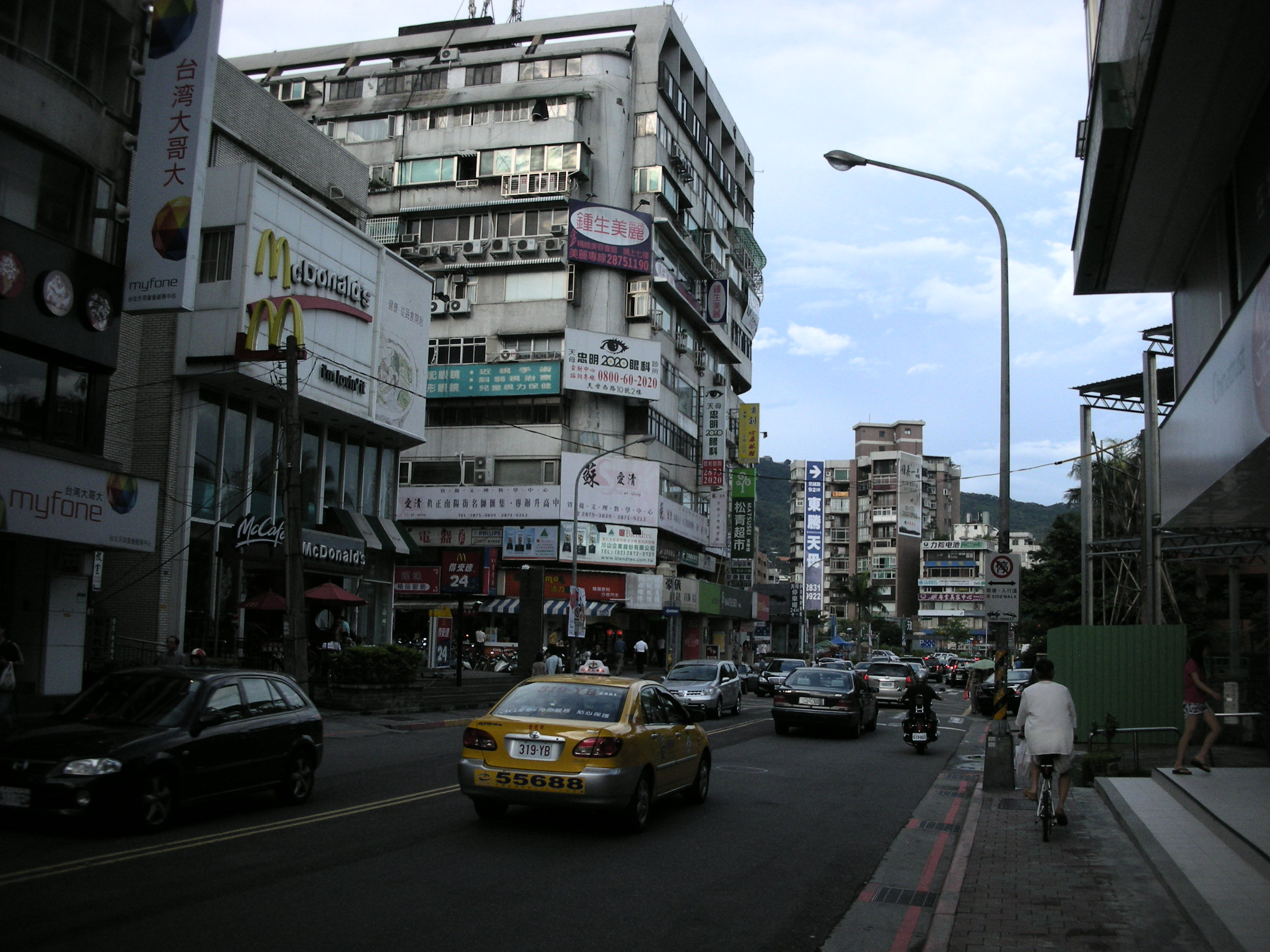
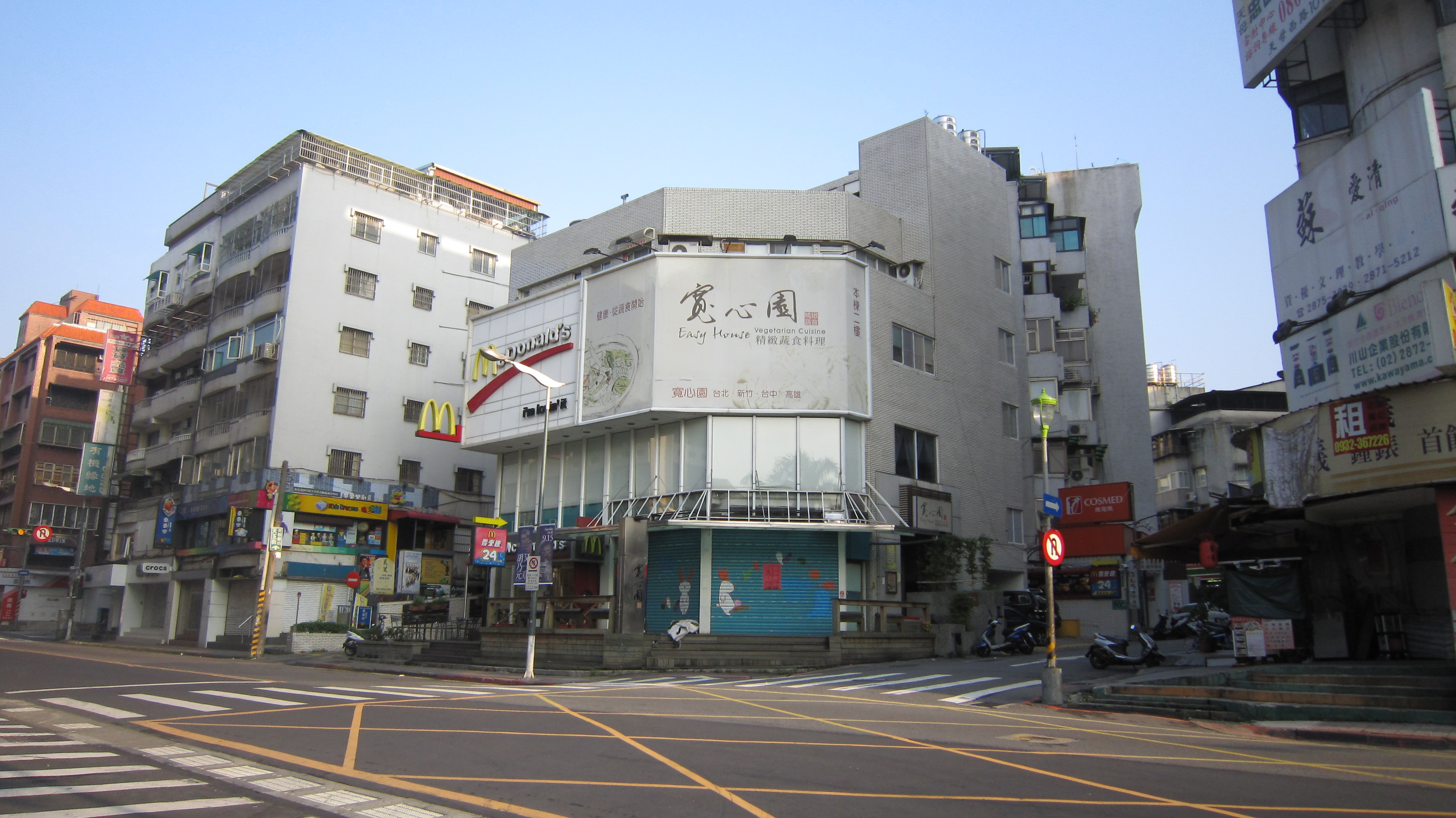
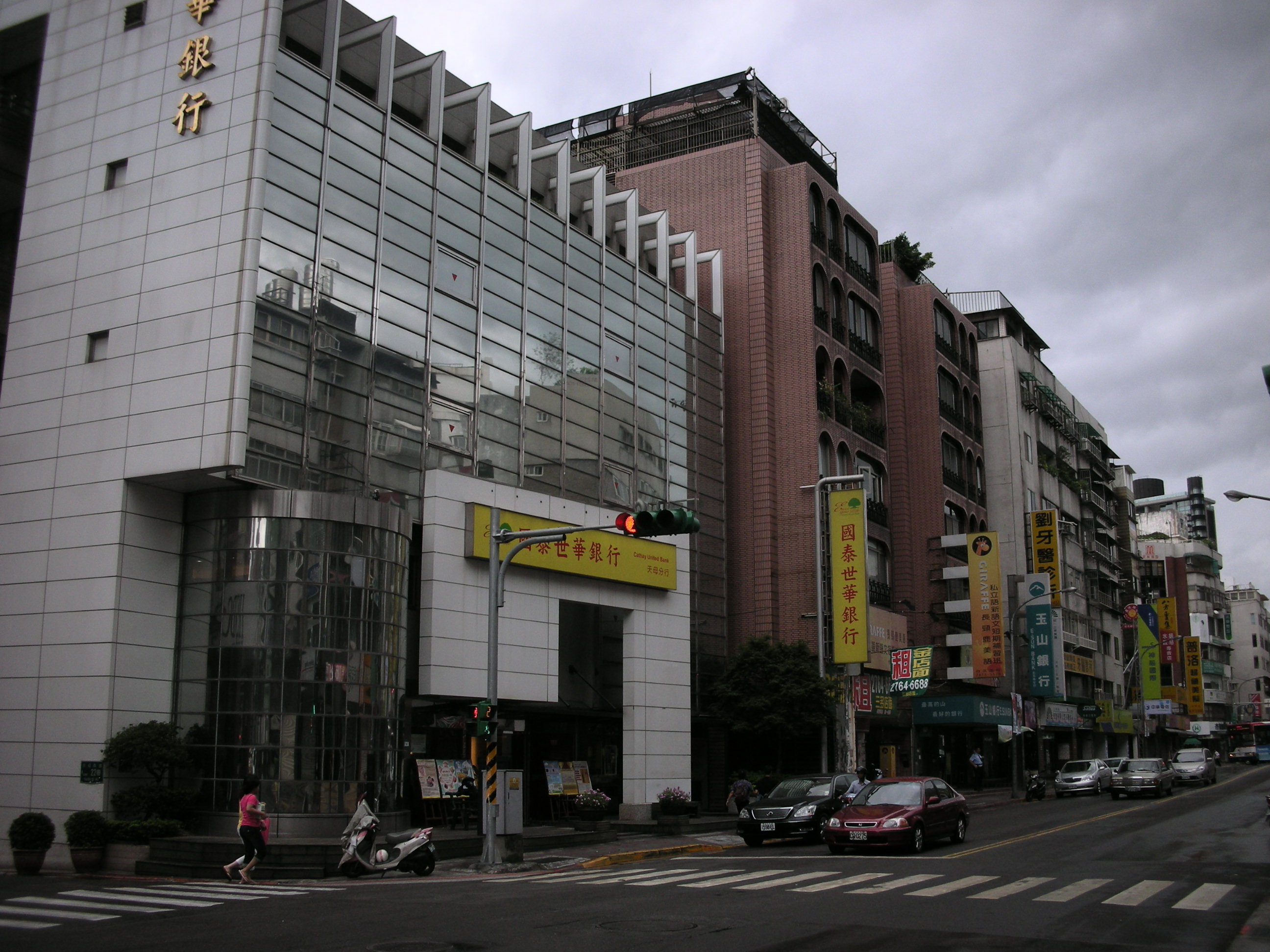
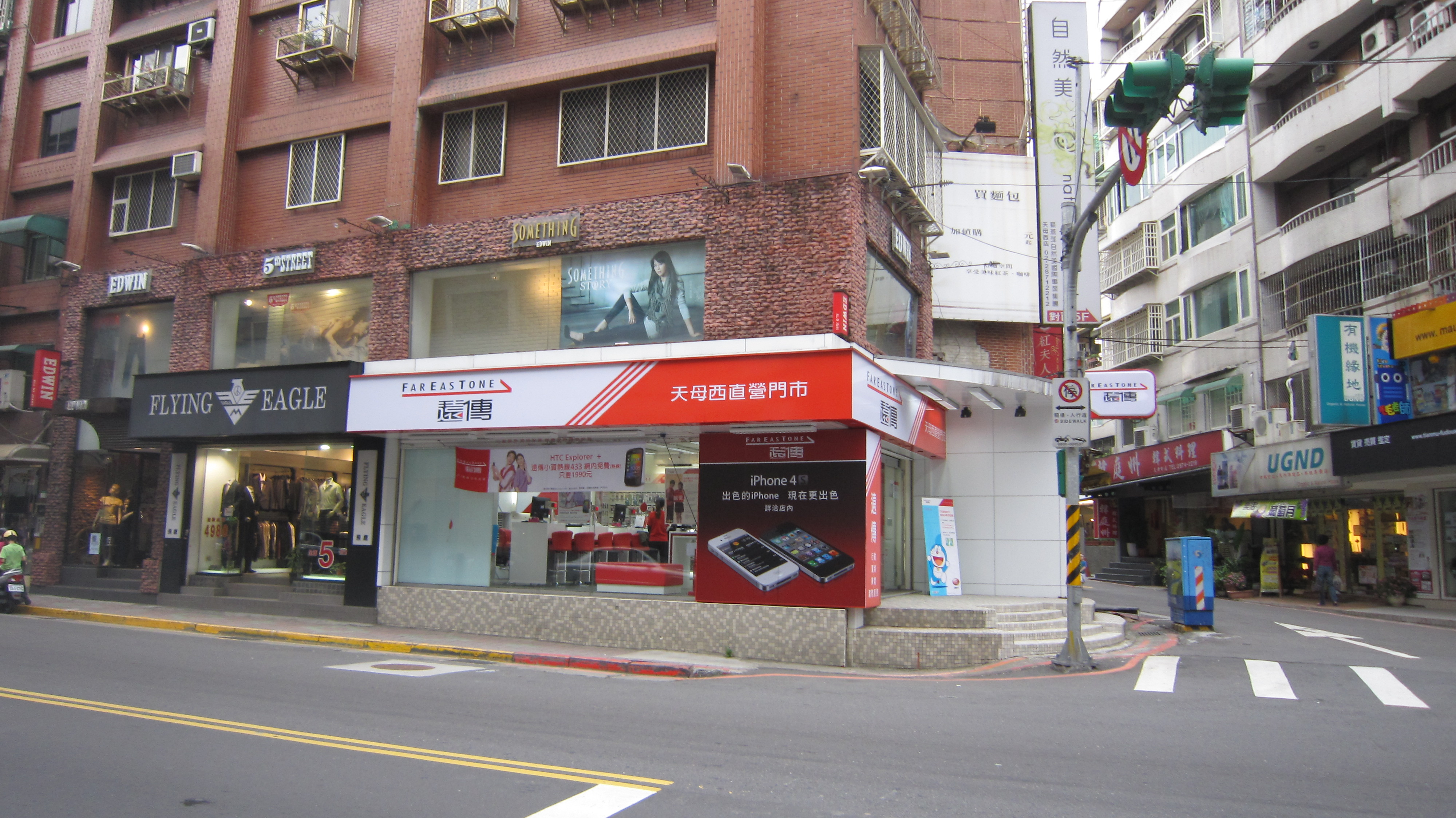
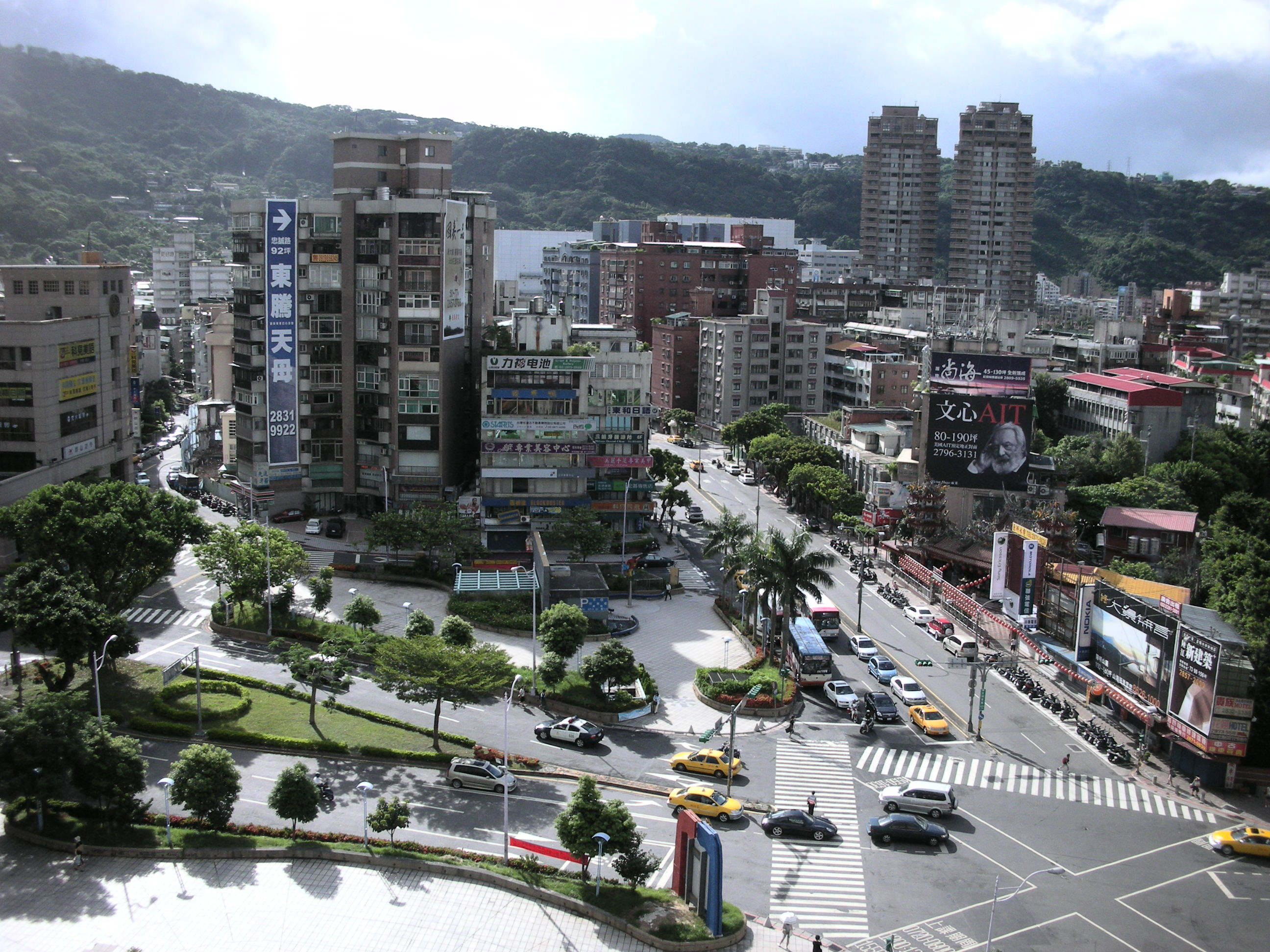
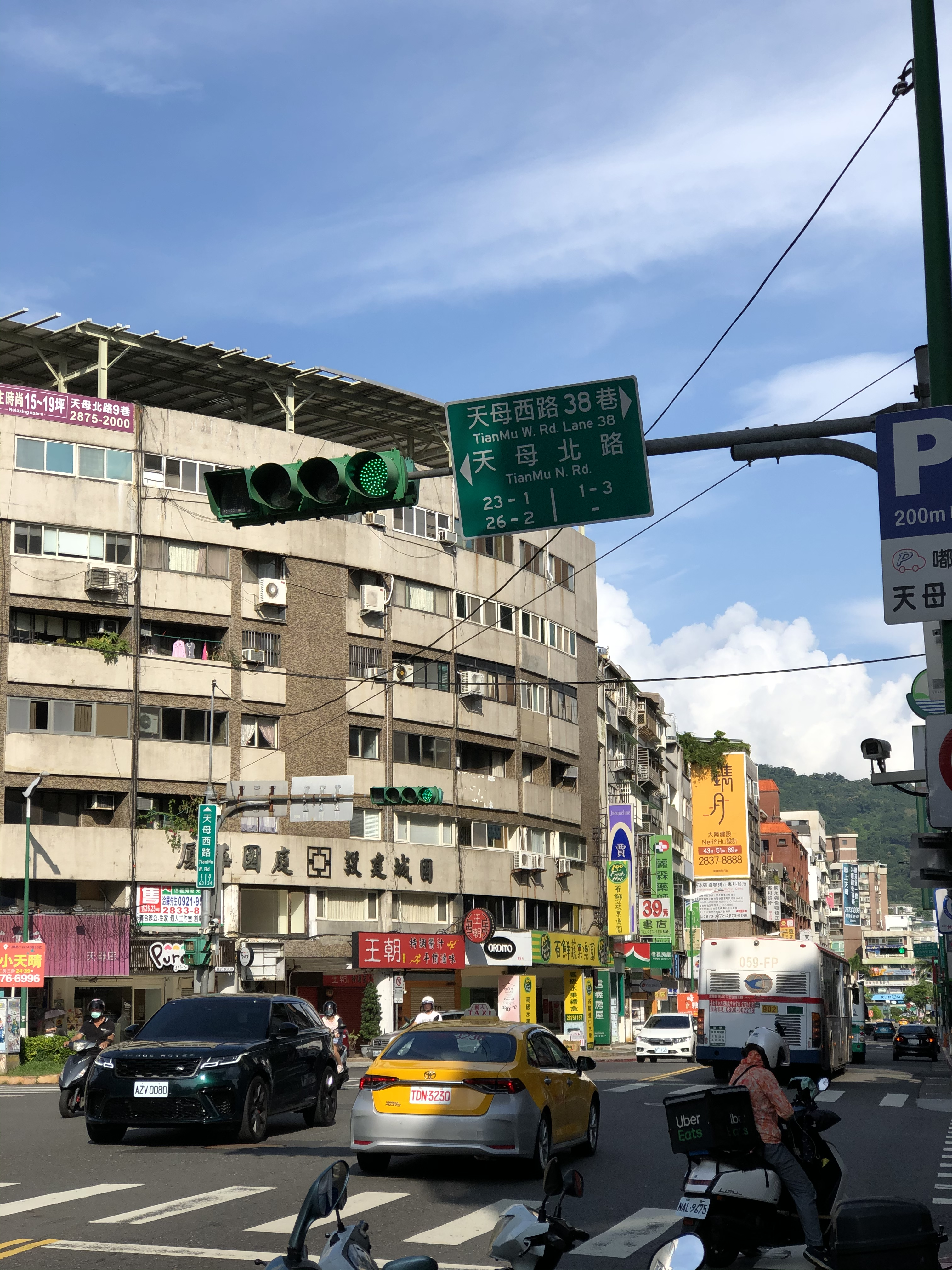
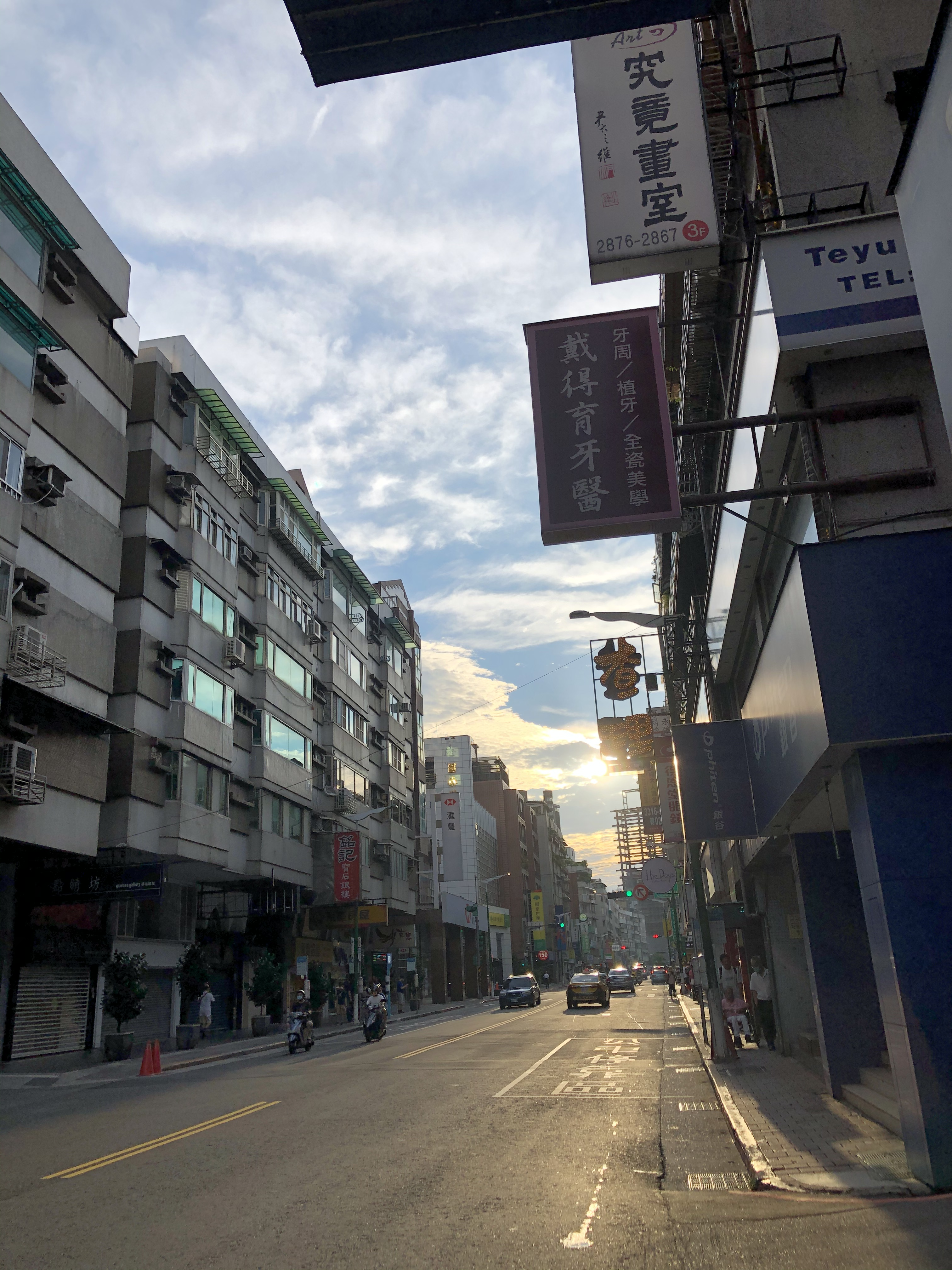
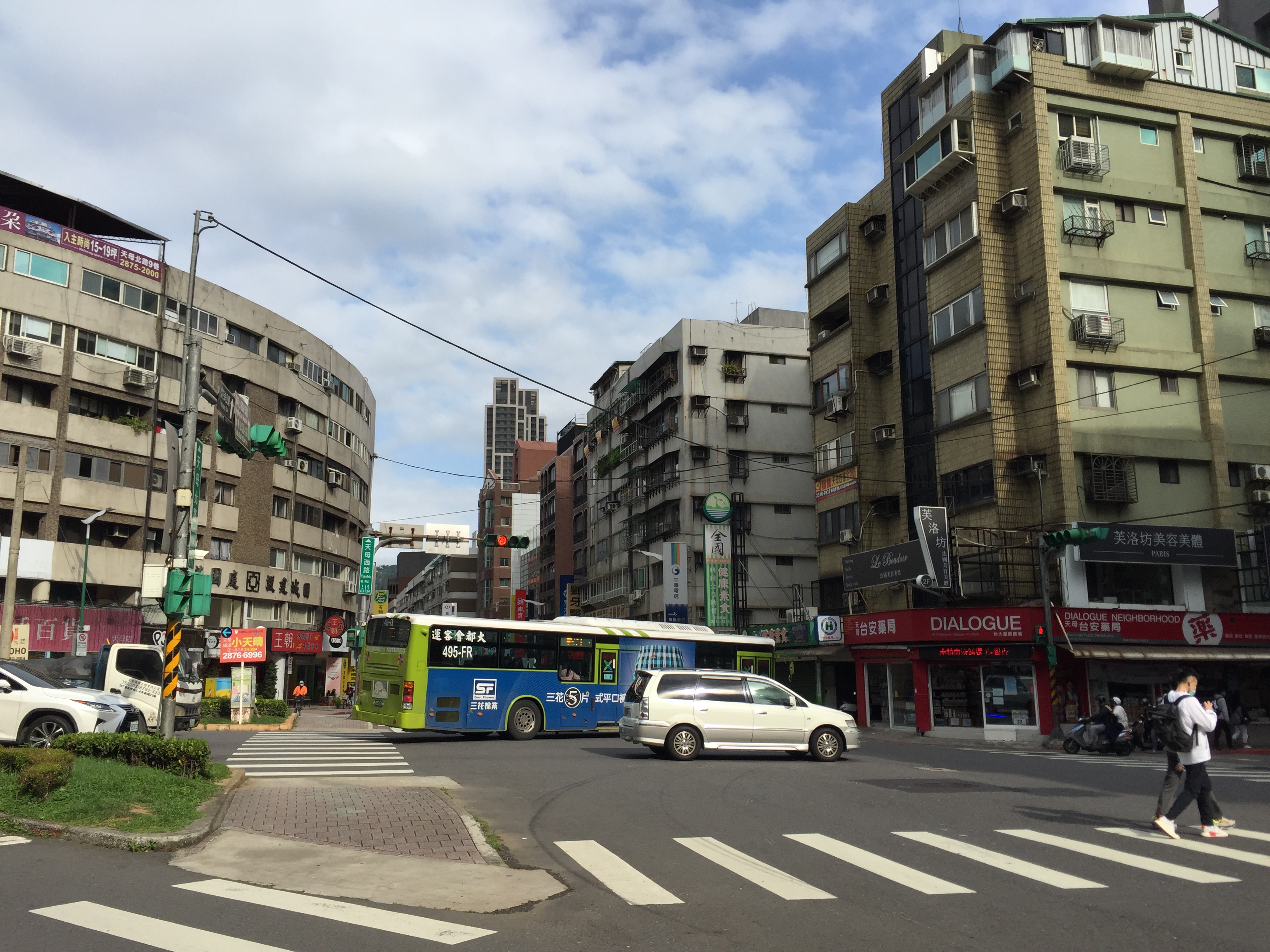

## 資料來源
1. ↑  水門王. . 天母三角埔. 2014-02-27  [2019-08-17]. （原始内容存档于2019-06-09）.
2. ↑  1991年公佈之〈臺北市行政區域圖〉已使用今日名稱。現今名稱之編定原則為方向分界基準，以中山北路為分界分為天母東路和天母西路。經緯度座標約為25°07′07″N 121°31′34″E / 25.1185°N 121.5261°E 。. 中央研究院人社中心地理資訊科學專題研究中心.   [2019-09-10]. （原始内容存档于2021-12-19）. 臺北市行政區域圖(1991)
3. ↑  . 北台文史網站總輯.   [2019-09-10]. （原始内容存档于2017-10-19）.
4. ↑  . 中華民國內政部營建署.   [2019-08-17]. （原始内容存档于2020-03-23）.
5. ↑  . 自由電子報. 2019-06-20  [2019-08-17]. （原始内容存档于2019-08-17） （中文（臺灣））.
6. ↑  . ETtoday新聞雲. 2018-05-28  [2019-08-18]. （原始内容存档于2019-08-18） （中文（臺灣））.
7. ↑  . 天母商圈.   [2019-11-01]. （原始内容存档于2019-11-01）.
8. ↑  . http://www.tianmu.org.tw.   [2019-11-01]. （原始内容存档于2020-02-01）. 外部链接存在于|work= (帮助)
9. ↑  . wa.taipei.youbike.com.tw.   [2019-08-18]. （原始内容存档于2019-09-07）.
10. ↑  . 台北市政府.   [2019-12-02]. （原始内容存档于2020-07-25）.